# Ejnar Dyggve
Ejnar Dyggve, danski arhitekt, arheolog, predavatelj in akademik, * 17. oktober 1887, † 6. avgust 1961.
Dyggve je deloval kot arhitekt in arheolog v Köbenhavnu in bil dopisni član Slovenske akademije znanosti in umetnosti (od 17. oktobra 1958).